# Adrian Piper
Adrian Piper, de nom complet Adrian Margaret Smith Piper (Nova York, 20 de setembre de 1948) és una artista, filòsofa, escriptora i professora nord-americana.
És una artista conceptual i de performance nord-americana coneguda pels seus treballs provocadors que tracten la raça, el gènere, la classe i la identitat. Amb vinculacions formals amb el minimalisme i l'art conceptual, el seu treball tracta temes com la discriminació i la xenofòbia, i analitza també la condició d'artista. Produeix vídeos, objectes, performances, instal·lacions i obres de so. Els seus escrits són essencials per a comprendre la seva activitat artística.
Filla de dos pares de races mixtes, nascuda en un ambient cosmopolita, Piper va estudiar art a la Art Students League de Nova York mentre estava a l'escola secundària. Després va estudiar escultura i pintura a l'Escola d'Arts Visuals de la mateixa ciutat, llicenciant-se el 1969. Posteriorment, el 1974, es llicencia en filosofia pel City College de Nova York, i obtenint el grau en filosofia el 1981 a la Universitat Harvard. També va estudiar i completar els estudis de Filosofia a la Universitat de Heidelberg (1977-78). Va cursar simultàniament les carreres acadèmiques i artístiques, i va exercir com a professora de filosofia i ètica a diverses universitats abans que fos nomenada professora titular de filosofia al Wellesley College de Massachusetts el 1990.
Les primeres obres d'art de Piper van sorgir de la tradició de l'art conceptual. El 1968 va conèixer i forjar amistat amb Sol LeWitt, que la va connectar amb el cercle conceptual de la ciutat de Nova York. Va començar a exhibir la seva obra regularment des de 1969 i 1970, sovint en espectacles d'art conceptual. A la dècada de 1970, Piper va començar a abordar explícitament els seus antecedents multiracials i el seu gènere en obres de performance. Va crear peces de controvertides com The Mythic Being (1972-81), sent filmada caminant pels carrers de Nova York i Cambridge, Massachusetts, com un home afroamericà de pell clara amb bigoti i ulleres de sol afro. Va repetir frases memoritzades de les seves revistes personals i va desafiar els transeünts per classificar-la per raça, gènere i classe. Altres treballs notables de la dècada dels setanta i dels vuitanta que destaquen per la seva identitat racial inclouen Self-Portrait Exaggerating My Negroid Features (1981), un dibuix i Lessons Funk (1983), un video en què ensenya als estudiants a ballar i escoltar popular Música afroamericana (com a part d'una sèrie de performance 1982-84). Per a la sèrie My Calling (Card) (1986-90), va escriure notas personals a persones que l'havien ofès fent suposicions sobre ella.
El 2002, Piper va fundar l'Arxiu d'Investigació Adrian Piper (APRA) a Berlín, i va participar en un projecte d'art continu i un arxiu de funcionament parcial del seu treball. Tres anys més tard, va emigrar a Alemanya. A més de la seva prolífica carrera com a artista, Piper va publicar en el seu lloc web treballs filosòfics com Rationality and the Structure of the Self, Vol. I: The Humean Conception i Vol. II: A Kantian Conception (2008). La segona edició de cadascuna va ser publicada el 2013. Piper també va fundar The Berlin Journal of Philosophy el 2011. Va ensenyar a Wellesley College fins a 2008, moment en el qual la seva posició es va suspendre quan ella es va negar a tornar als Estats Units; va creure que el seu nom era a la llista de seguidors del viatger sospitós de la Seguretat del Transport dels Estats Units i va prometre no viatjar als Estats Units fins que es va eliminar.
Ha estat receptora de nombroses beques per a treballs artístics i per filosofia. Entre els seus honors destaquen la Medalla Skowhegan per Structural Installation (1995) de l'Escola Skowhegan de Pintura i Escultura, el Premi Artístic de l'Associació d'Art College per Distinguished Body of Work (2012) i el Lleó d'Or al millor artista de la 56a. Biennal (2015). El 2018 va publicar Escape to Berlin: A Travel Memoir coincidint amb l'obertura de la seva extensa retrospectiva de carrera "Adrian Piper: Una síntesi d'intuïcions, 1965-2016" al Museu d'Art Modern de Nova York.